# Elektrochemische Migration
Elektrochemische Migration (ECM) bezeichnet die Migration von in Wasser gelösten Ionen in einem elektrischen Feld von der Anode zur Kathode nach Auflösen einer Anoden-Metallisierung. Dabei erfolgt eine Abscheidung der Ionen als metallische Struktur unter Dendritenwachstum an der Kathode.
Dieser Prozess wird meistens auf (mikro-)elektronischen Baugruppen beobachtet. Hier kommt es durch die Ausbildung metallischer Dendriten zwischen den Kontakten zu einer Absenkung des Widerstands (bei dünnen, fragilen Dendriten) bis hin zu permanenten Kurzschlüssen (bei stark ausgeprägten Dendriten) durch metallische Verbrückungen.

## Eigenschaften
Neben der elektrischen Potenzialdifferenz ist die Anwesenheit von Feuchtigkeit treibender Faktor der ECM. Bei ausreichendem Feuchtefilm mit Betauung und schon bei geringer elektrischer Spannung kann ECM bereits nach wenigen Minuten eine verbrückende Struktur zwischen den Kontakten bilden.
Allgemein kann der Prozess in folgende Schritte unterteilt werden:
- Adsorption von Wasser durch Betauung auf der Oberfläche zwischen den Kontakten (oft begünstigt durch hygroskopische ionische Verunreinigungen)[3]
- Alkalisierung des Wassers durch anliegende Potenzialdifferenz und damit Absenkung des pH-Werts im Wasserfilm (initiiert die Korrosion von (Kontakt-)Metallisierungen z. B. Silber, Kupfer, Zinn)
- Auflösung des Anoden-Materials (Silber, Kupfer, Zinn etc.)
- Migration der Metall-Kationen zur Kathode
- Reduktion der migrierten Kationen und Abscheidung an der Kathode unter Bildung eines metallischen Dendriten
- Dendritenwachstum in die Gegenrichtung, hin zur Anode
- Absenkung des Widerstands zwischen den Kontakten bis hin zum permanenten Kurzschluss.
- Es gibt aber auch Brückenbildung durch Wechselwirkung mit Verunreinigungen, die von der Anode zur Kathode verläuft.

Durch diesen Mechanismus wird die Zuverlässigkeit und Langlebigkeit elektronischer Baugruppen beeinträchtigt. Somit ist die elektrochemische Migration oft im Fokus von Fehler-Ursachen-Analysen als möglicher Auslöser für Fehlfunktionen im Feld.